# Set Cims

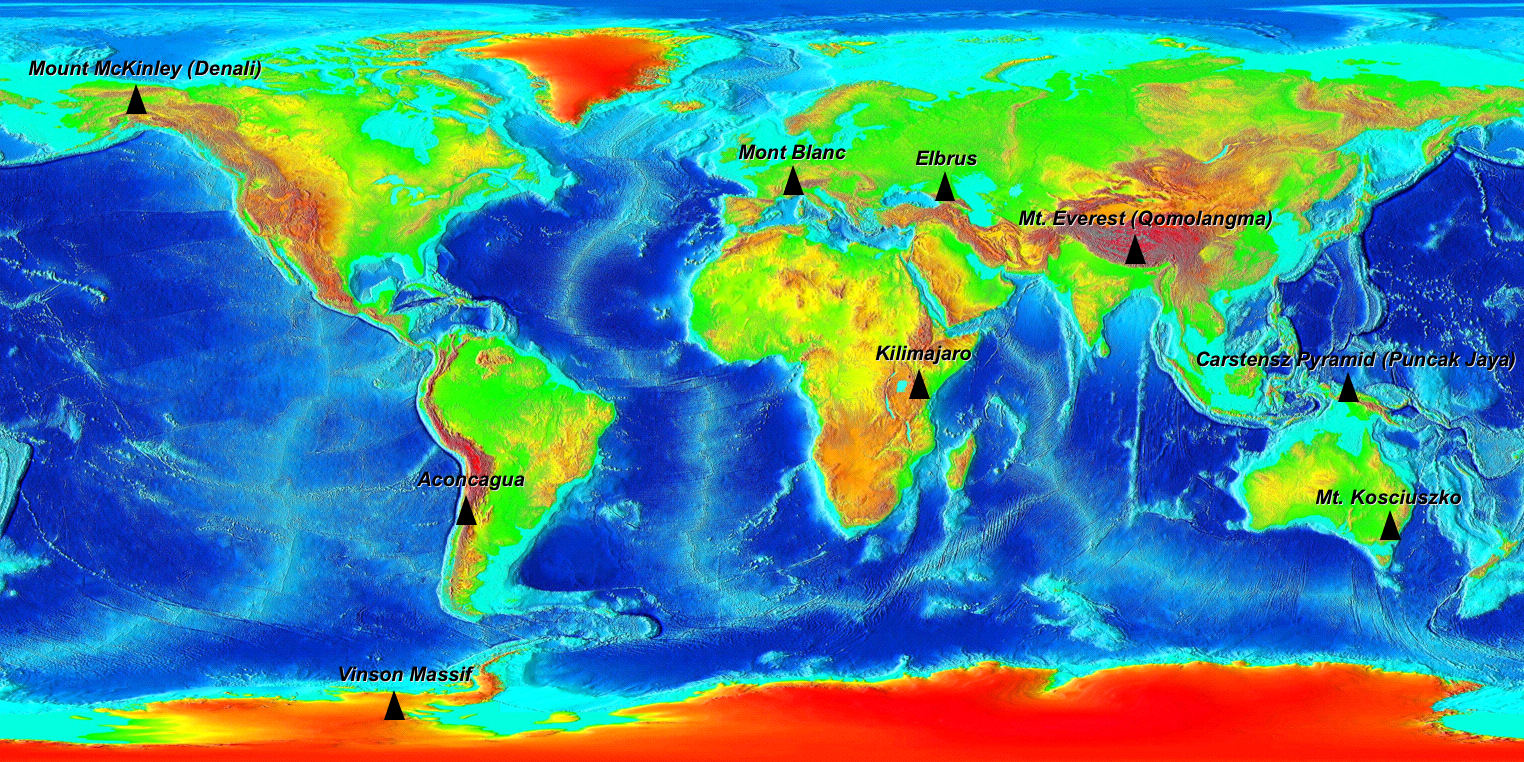
Els Set Cims en un mapamundi d'elevacions. La imatge assenyala 9 possibles cims d'acord amb els diferents criteris de definició de les fronteres intercontinentals

Els Set Cims són les muntanyes més altes, de cadascun dels set continents (segons l'Enciclopèdia Britànica). Coronar-los tots en escalada és un dels reptes més apassionants per als alpinistes, i la seva consecució va ser proposada per primer cop per Richard Bass a la dècada del 1980 (Bass et al, 1986).

## Definició de 'Set Cims'
Per les diferents interpretacions respecte a les línies divisòries continentals (geogràfiques, geològiques, geopolítiques), hi ha diversos continents en funció d'aquestes interpretacions i, per tant, diversos 'sostres continentals' possibles. El nombre de set continents emprat en els Set Cims està basat en el model emprat a Europa occidental i els Estats Units.

### Dualitat a Oceania
La muntanya més alta d'Austràlia és el mont Kosciuszko (2.228 m), però la muntanya més alta del que entenem per Oceania és realment la Puncak Jaya, de 4.884 m, situada a l'illa de Nova Guinea.

### Dualitat a Europa
Generalment es considera que la muntanya més alta d'Europa és l'Elbrús (5.642 m), al Caucas. Però hi ha altres interpretacions que consideren que aquesta part del món no pertany al 'concepte clàssic d'Europa', i consideren que el Mont Blanc (4.808 m) és la muntanya més alta del vell continent. De fet, si el Caucas forma part d'Europa, llavors hi ha 5 muntanyes més altes que el Mont Blanc al continent.

### Les llistes deBassiMessner
La primera llista dels Set Cims va ser postulada per Bass (La llista de Bass o llista Kosciusko), que va triar la muntanya més alta de l'illa d'Austràlia com a representant del cim més alt del continent. Reinhold Messner va proposar una altra llista (la llista Messner o llista Carstensz/Puncak), idèntica excepte en el que fa referència a la muntanya més alta d'Oceania. Cap d'aquestes dues llistes inclou el Mont Blanc. Des del punt de vista de l'alpinisme, la llista Messner és la més seductora i la que implica més tècnica. Coronar el Puncak Jaya té el caràcter d'una expedició, mentre que pujar al Kosciuszko és una fàcil excursió a peu.
| "Set" Cims (per continent) | "Set" Cims (per continent) | "Set" Cims (per continent)          | "Set" Cims (per continent) | "Set" Cims (per continent) | "Set" Cims (per continent) | "Set" Cims (per continent)   | "Set" Cims (per continent) |
| "Bass"                     | "Messner"                  | Cim                                 | Alçària m                  | Continent                  | Serralada                  | Estat                        |                            |
| -------------------------- | -------------------------- | ----------------------------------- | -------------------------- | -------------------------- | -------------------------- | ---------------------------- | -------------------------- |
| X                          | X                          | Kilimanjaro (Cim Kibo)              | 5.895                      | Àfrica                     | Kilimanjaro                | Tanzània                     |                            |
| X                          | X                          | Massís Vinson                       | 4.892                      | Antàrtida                  | Muntanyes Ellsworth        | Sobirania reclamada per Xile |                            |
| X                          |                            | Kosciuszko                          | 2.228                      | Oceania                    | Gran Serralada Divisòria   | Austràlia                    |                            |
|                            | X                          | Puncak Jaya (Piràmide de Carstensz) | 4.884                      | Oceania                    | Serralada Sudriman         | Indonèsia                    |                            |
| X                          | X                          | Everest                             | 8.848                      | Àsia                       | Himàlaia                   | Nepal, Xina                  |                            |
| X                          | X                          | Elbrús                              | 5.642                      | Europa (Àsia)              | Caucas                     | Rússia                       |                            |
| X                          | X                          | Mont McKinley (Denali)              | 6.194                      | Nord-amèrica               | Serralada d'Alaska         | Estats Units                 |                            |
| X                          | X                          | Aconcagua                           | 6.962                      | Sud-amèrica                | Andes                      | Argentina                    |                            |